# Elección al Senado de los Estados Unidos en Carolina del Norte de 2022
Las elecciones al Senado de los Estados Unidos de 2022 en Carolina del Norte se realizaron el 8 de noviembre de 2022. Las elecciones primarias estaban programadas para el 8 de marzo de 2022, pero la Corte Suprema de Carolina del Norte las retrasó y las reprogramó para el 17 de mayo de 2022.
El actual senador republicano de los Estados Unidos por tres mandatos, Richard Burr, anunció en 2016 que no buscaría la reelección en 2022..
Las primarias se llevaron a cabo el 17 de mayo. La exjueza de la Corte Suprema de Carolina del Norte Cheri Beasley y el congresista Ted Budd ganaron sus respectivas primarias. En la convención del Partido Republicano de Carolina del Norte el 5 de junio de 2021, Budd recibió el respaldo tanto de Lara Trump como de su suegro, el expresidente Donald Trump. El exrepresentante estadounidense Mark Walker ha declarado que ganó una encuesta de opinión entre los asistentes a la convención.